# Robert Allard
Pour les articles homonymes, voir Allard.
Robert Allard, né  dans le 7e arrondissement de Paris le 31 mai 1893 et mort à Toulon le 19 août 1989, est un acteur français. Il se marie en 1980 avec l'actrice Monette Dinay.
Un essai biographique lui a été consacré ainsi qu'à Monette Dinay sous le titre Que leur spectacle continue... par Georges Guinand aux éditions du Net en 2017.

## Filmographie
- 1933 : Les Vingt-huit Jours de Clairette de André Hugon
- 1934 : Chourinette de André Hugon
- 1937 : Le Réserviste improvisé de André Hugon - court métrage -
- 1943 : Coup de feu dans la nuit de Robert Péguy : Billaud
- 1943 : Feu Nicolas de Jacques Houssin : Le client au piano

## Théâtre
- 1920 : Paquebot Tenacity de Charles Vildrac, mise en scène Jacques Copeau, Théâtre du Vieux-Colombier
- 1920 : Cromedeyre-le-Vieil de Jules Romains, mise en scène Jacques Copeau, Théâtre du Vieux-Colombier
- 1921 : La Dauphine de François Porché, Théâtre du Vieux-Colombier
- 1922 : La Mort joyeuse de Nicolas Evreinoff, mise en scène Jacques Copeau, Théâtre du Vieux-Colombier
- 1922 : Les Plaisirs du hasard de René Benjamin, mise en scène Jacques Copeau, Théâtre du Vieux-Colombier
- 1922 : Michel Auclair de Charles Vildrac, mise en scène Jacques Copeau, Théâtre du Vieux-Colombier
- 1924 : Il faut que chacun soit à sa place de René Benjamin, Théâtre du Vieux-Colombier
- 1941 : Trois jeunes filles nues, opérette en 3 actes, livret de Yves Mirande et Albert Willemetz, musique de Raoul Moretti, Théâtre Marigny[2]